# Liste der Orte im Landkreis Hof
Die Liste der Orte im Landkreis Hof listet die 596 amtlich benannten Gemeindeteile (Hauptorte, Kirchdörfer, Pfarrdörfer, Dörfer, Weiler und Einöden) im Landkreis Hof auf.

## Systematische Liste
Städte und Gemeinden mit den zugehörigen Orten in alphabetischer Reihenfolge:
- Der Markt Bad Steben mit 21 Gemeindeteilen:
  - Der Hauptort Bad Steben
  - Das Kirchdorf Bobengrün
  - Die Dörfer Carlsgrün, Christusgrün, Gerlas, Horwagen, Lochau, Obersteben und Thierbach
  - Die Weiler Dürrnberg, Fichten, Schafhof und Zeitelwaidt (untere)
  - Die Einöden Erlaburg, Krötenmühle, Mordlau, Oberzeitelwaidt, Schleeknock, Schöne Aussicht, Thierbacherhammer und Thierbachermühle

- Die Gemeinde Berg mit 30 Gemeindeteilen:
  - Das Pfarrdorf Berg
  - Die Siedlung Untertiefengrün
  - Die Dörfer Bruck, Bug, Eisenbühl, Gottsmannsgrün, Hadermannsgrün, Moos, Rothleiten, Rudolphstein, Sachsenvorwerk, Schnarchenreuth und Tiefengrün
  - Die Weiler Brandstein, Geiersberg und Steinbühl
  - Die Einöden Bartelsmühle, Blumenaumühle, Bruckmühle, Erzengel, Feldmühle, Gupfen, Holler, Lohwiese, Maihof, Steingrün, Wacholderreuth, Waldlust, Weißenbachmühle und Wiesenhaus

- Die Gemeinde Döhlau mit 7 Gemeindeteilen:
  - Die Pfarrdörfer Döhlau, Kautendorf und Tauperlitz
  - Die Dörfer Neudöhlau und Neutauperlitz
  - Die Einöden Lahmreuth und Stumpfhof

- Die Gemeinde Feilitzsch mit 9 Gemeindeteilen:
  - Das Pfarrdorf Münchenreuth
  - Die Kirchdörfer Feilitzsch und Zedtwitz
  - Die Dörfer Forst, Schollenreuth und Unterhartmannsreuth
  - Der Weiler Schafhübel
  - Die Einöden Rankshaus und Ziegelhütte

- Die Gemeinde Gattendorf mit 13 Gemeindeteilen:
  - Das Pfarrdorf Kirchgattendorf
  - Die Dörfer Döberlitz, Gumpertsreuth, Neugattendorf, Oberhartmannsreuth und Schloßgattendorf
  - Die Weiler Neuenreuth, Oberhöll, Unterhöll und Vordereggeten
  - Die Einöden Hintereggeten, Quellitzhof und Quellitzmühle

- Die Gemeinde Geroldsgrün mit 21 Gemeindeteilen:
  - Das Pfarrdorf Geroldsgrün
  - Die Kirchdörfer Dürrenwaid, Langenbach und Steinbach bei Geroldsgrün
  - Die Dörfer Dürrenwaiderhammer, Hermesgrün, Hertwegsgrün, Hirschberglein und Untersteinbach
  - Die Siedlungen Geroldsreuth und Silberstein
  - Die Weiler Mühlleithen, Neuenhammer, Neumühle, Trögershäuser und Unterhammer
  - Die Einöden Großenreuth, Langenau, Lotharheil, Oberhammer und Pfarrschneidmühle

- Die Stadt Helmbrechts mit 40 Gemeindeteilen:
  - Der Hauptort Helmbrechts
  - Das Pfarrdorf Wüstenselbitz
  - Die Dörfer Almbranz, Baiergrün, Bärenbrunn, Burkersreuth, Dreschersreuth, Edlendorf, Gösmes, Kleinschwarzenbach, Kollerhammer, Lehsten, Oberweißenbach, Ochsenbrunn, Ort, Ottengrün, Stechera, Suttenbach, Taubaldsmühle und Unterweißenbach
  - Der ehemalige Markt Enchenreuth
  - Die Weiler Altsuttenbach, Buckenreuth, Einzigenhöfen, Geigersmühle, Günthersdorf, Hohberg, Kriegsreuth, Oberbrumberg, Rappetenreuth und Unterbrumberg
  - Die Einöden Absang, Bischofsmühle, Bühl, Hampelhof, Hopfenmühle, Ottengrünereinzel, Rauhenberg, Schlegelmühle und Zimmermühle

- Die Gemeinde Issigau mit 14 Gemeindeteilen:
  - Das Pfarrdorf Issigau
  - Die Dörfer Eichenstein, Griesbach, Kemlas und Reitzenstein
  - Der Weiler Wolfstein
  - Die Einöden Heinrichsdorf, Kupferbühl, Neuenmühle, Preußenbühl, Saarhaus, Sinterrasen, Untereichenstein und Unterwolfstein

- Die Gemeinde Köditz mit 16 Gemeindeteilen:
  - Die Pfarrdörfer Joditz und Köditz
  - Die Dörfer Brunn, Brunnenthal, Lamitz, Saalenstein, Scharten und Schlegel
  - Die Weiler Heroldsgrün und Siebenhitz
  - Die Einöden Hohbühl, Lamitzmühle, Scheibengrün, Seebühl und Stöckaten
  - Die Fabrik Papiermühle

- Die Gemeinde Konradsreuth mit 36 Gemeindeteilen:
  - Der Industrieort Konradsreuth
  - Das Pfarrdorf Ahornberg
  - Die Dörfer Föhrenreuth, Martinsreuth, Neudörflein, Oberpferdt, Reuthlas, Silberbach, Weißlenreuth und Wölbersbach
  - Die Weiler Berg, Brand, Frauenhof, Klausenhof, Lerchenberg, Maschinenhaus, Modlitz, Pretschenreuth, Schödelshöhe, Schwarzenfurth, Steinmühle und Unterpferdt
  - Die Einöden Birkenhof, Eckardsreuth, Engel, Glänzlamühle, Gläsel, Gottschalk, Hollareuth, Jägerhaus, Ringlasmühle, Schallershof, Schallersreuth, Stiftsgrün, Walburgisreuth und Wendlershof

- Die Gemeinde Leupoldsgrün mit 6 Gemeindeteilen:
  - Das Pfarrdorf Leupoldsgrün
  - Die Dörfer Hartungs, Lipperts, Neumühl und Röhrsteig
  - Der Weiler Hohenbuch

- Die Stadt Lichtenberg mit 8 Gemeindeteilen:
  - Der Hauptort Lichtenberg
  - Die Weiler Blechschmidtenhammer und Dörflas
  - Die Einöden Dorschenmühle, Friedensgrube, Friedrich-Wilhelm-Stollen, Höllenthal und Selbitzmühle

- Die Stadt Münchberg mit 59 Gemeindeteilen:
  - Der Hauptort Münchberg
  - Das Pfarrdorf Ahornis
  - Die Dörfer Biengarten, Gottersdorf, Hildbrandsgrün, Jehsen, Kuppel, Laubersreuth, Markersreuth, Maxreuth, Mechlenreuth, Meierhof, Mittelsauerhof, Mussen, Obersauerhof, Plösen, Poppenreuth, Pulschnitzberg, Schlegel, Schödlas, Schweinsbach, Solg, Straas, Unfriedsdorf und Untersauerhof
  - Die Weiler Bug, Eiben (obere), Eiben bei Münchberg, Grund, Pulschnitz, Rabenreuth, Rothenmühle, Wüstensaal und Ziegelhütte
  - Die Einöden Ahornismühle, Dietelmühle, Eiben (untere), Einzel (untere), Einzel am Wald, Einzeln bei Ahornis, Hammermühle, Horlachen (hintere), Horlachen (vordere), Löhlein, Lohziegelhütte, Maulschelle, Nebers, Neuhaus, Neutheilung, Plösenmühle, Ruppes, Rußhütte, Schneidersgrün, Schwarzholzwinkel, Unterer Birnstengel, Wäldlein, Walzbach, Wiesenthal und Ziegenrück

- Die Stadt Naila mit 36 Gemeindeteilen:
  - Der Hauptort Naila
  - Das Pfarrdorf Marlesreuth
  - Die Kirchdörfer Lippertsgrün und Marxgrün
  - Die Dörfer Brand, Culmitz, Hölle und Kleinschmieden
  - Der Stadtteil Naila-Froschgrün
  - Die Weiler Bärenhaus, Culmitzhammer, Döbrastöcken, Dreigrün, Einsiedel, Erbsbühl (hintere), Froschbach, Hügel, Kalkofen, Linden, Nestelreuth, Pechreuth, Schneckengrün und Schottenhammer
  - Die Einöden Bärenhäuser, Erbsbühl, Finkenflug, Garles, Marmormühle, Mittelklingensporn, Molkenbrunn, Oberklingensporn, Reutberg, Schleifmühle, Unterklingensporn und Weidstaudenmühle
  - Die Anstalt Martinsberg

- Der Markt Oberkotzau mit 8 Gemeindeteilen:
  - Der Hauptort Oberkotzau
  - Die Dörfer Autengrün und Fattigau
  - Die Weiler Haideck, Pfaffengrün und Wustuben
  - Die Einöden Herrenlohe und Lerchenberg

- Die Gemeinde Regnitzlosau mit 31 Gemeindeteilen:
  - Das Pfarrdorf Regnitzlosau
  - Die Dörfer Draisendorf, Hohenberg, Nentschau, Oberprex, Osseck am Wald, Prex, Raitschin, Schwesendorf, Trogenau, Vierschau und Weinzlitz
  - Die Weiler Förtschenbach, Haag, Henriettenlust, Kirchbrünnlein, Klötzlamühle, Mittelhammer, Mühlberg, Oberzech und Zech
  - Die Einöden Hinterprex, Hohenschwesendorf, Hohenvierschau, Huschermühle, Neumühle, Schanz, Unterhammer, Wieden, Ziegelhaus und Ziegelhütte

- Die Stadt Rehau mit 29 Gemeindeteilen:
  - Der Hauptort Rehau
  - Das Pfarrdorf Pilgramsreuth
  - Das Kirchdorf Sigmundsgrün
  - Die Dörfer Degenreuth, Dobeneck, Faßmannsreuth, Fohrenreuth, Heinersberg, Kühschwitz, Löwitz, Ludwigsbrunn, Neuhausen, Schönlind, Woja und Wurlitz
  - Die Weiler Eulenhammer, Rosenbühl, Seelohe und Wüstenbrunn
  - Die Einöden Baumgärtelmühle, Dürrenlohe, Heideckerziegelhütte, Hirschberg, Hohehäuser, Röllmühle, Schwarzwinkel, Timpermühle, Voitmühle und Waldhaus

- Die Stadt Schauenstein mit 18 Gemeindeteilen:
  - Der Hauptort Schauenstein
  - Die Dörfer Haidengrün, Haueisen, Neudorf, Uschertsgrün, Volkmannsgrün und Windischengrün
  - Die Weiler Kleinschmiedenhammer, Loh, Mühldorf, Pinzig und Schafhof
  - Die Einöden Adlanz, Dorschenhammer, Finkenflug, Hagenmühle, Lehstenmühle und Papiermühle

- Die Stadt Schwarzenbach am Wald mit 41 Gemeindeteilen:
  - Der Hauptort Schwarzenbach am Wald
  - Die Pfarrdörfer Bernstein am Wald, Döbra und Schwarzenstein
  - Die Dörfer Gemeinreuth, Göhren, Gottsmannsgrün, Kleindöbra, Lerchenhügel, Löhmar, Meierhof, Oberleupoldsberg, Pillmersreuth, Poppengrün, Räumlas, Rodeck, Schönbrunn, Sorg, Straßdorf, Thiemitz, Thron und Unterleupoldsberg
  - Die Weiler Grubenberg, Hohenzorn, Löhmarmühle, Poppengrund, Rauschenhammermühle, Sängerwald, Schönwald, Schübelhammer
  - Die Einöden Äußera, Breitengrund, Dorschenmühle, Hühnergrund, Schmölz, Straßhaus, Süßengut, Überkehr, Viceburg und Zuckmantel

- Die Stadt Schwarzenbach an der Saale mit 27 Gemeindeteilen:
  - Der Hauptort Schwarzenbach an der Saale
  - Die Pfarrdörfer Hallerstein und Martinlamitz
  - Das Kirchdorf Förbau
  - Die Dörfer Baumersreuth, Fletschenreuth, Förmitz, Gottfriedsreuth, Langenbach, Nonnenwald, Schwingen, Seulbitz, Stobersreut und Völkenreuth
  - Die Weiler Birken, Götzmannsgrün, Lamitzmühle, Quellenreuth und Stollen
  - Die Einöden Albertsberg, Birkenbühl, Höferberg, Lamitzgrund, Posterlitz, Schieda und Tannenlohe
  - Das Gut Holzfeld

- Die Stadt Selbitz mit 17 Gemeindeteilen:
  - Der Hauptort Selbitz
  - Die Dörfer Dörnthal, Hüttung, Neuhaus, Rodesgrün, Rothenbürg, Sellanger, Stegenwaldhaus, Wachholderbusch und Weidesgrün
  - Der Ort Staudenhäuser
  - Der Weiler Kohlbühl
  - Die Einöden Edlasmühle, Föhrighaus, Hüttungshaus, Kreuzbühl und Schertlas

- Der Markt Sparneck mit 12 Gemeindeteilen:
  - Der Hauptort Sparneck
  - Die Dörfer Einöden, Germersreuth, Reinersreuth und Stockenroth
  - Die Weiler Brandenstumpf und Immerseiben
  - Die Einöden Grohenbühl, Immershof, Rohrmühle, Saalmühle und Ziegelhütte

- Der Markt Stammbach mit 45 Gemeindeteilen:
  - Der Hauptort Stammbach
  - Das Kirchdorf Gundlitz
  - Die Dörfer Fleisnitz, Förstenreuth, Oelschnitz, Querenbach und Weickenreuth
  - Die Weiler Hampelshof, Herrnschrot, Horlachen, Metzlesdorf, Siedlung an der Gundlitzer Straße und Tennersreuth
  - Die Einöden Abendhut, Altpoppenreuth, Altstammbach, Bucheckeinzel, Bucheckmühle, Bugeinzel bei Tennersreuth, Fleisnitzmühle, Hartmannseinzel, Höflein, Hohenbuchen, Höhlmühle, Kirschbaum, Kropfeinzel, Kropfmühle, Lindenhof, Loh, Mittlereinzel, Oberbuch, Obereinzel, Obertennersreuth, Pumphaus am Wildenhof, Reba, Röhrigeinzel, Schützenhaus, Senftenhof, Sickenreuth, Steinfurth, Untereinzel, Weißenstein, Wildenhof und Winklas
  - Die Wochenendhaussiedlung Rindlas

- Die Gemeinde Töpen mit 9 Gemeindeteilen:
  - Das Pfarrdorf Töpen
  - Das Kirchdorf Isaar
  - Die Dörfer Hohendorf und Obertiefendorf
  - Die Weiler Königshof, Mödlareuth, Moosanger und Untertiefendorf
  - Die Einöde Fattigsmühle

- Die Gemeinde Trogen mit 7 Gemeindeteilen:
  - Das Pfarrdorf Trogen
  - Die Weiler Ullitz und Ziegelhütten
  - Das Dorf Kienberg
  - Die Einöden Föhrig, Gössen und Schwarzenstein

- Die Gemeinde Weißdorf mit 13 Gemeindeteilen:
  - Das Pfarrdorf Weißdorf
  - Die Dörfer Bärlas, Benk, Bug und Wulmersreuth
  - Die Weiler Albertsreuth, Eiben bei Weißdorf und Oppenroth
  - Die Einöden Einzel an der Kirchenlamitzerstraße, Einzel bei Wulmersreuth, Lohmühle, Schäferei und Schallersgrün

- Der Markt Zell im Fichtelgebirge mit 17 Gemeindeteilen:
  - Der Hauptort Zell
  - Die Dörfer Friedmannsdorf, Grossenau, Großlosnitz, Lösten, Steinbühl und Walpenreuth
  - Die Weiler Erbsbühl, Kleinlosnitz, Mödlenreuth, Oberhaid, Rieglersreuth, Schnackenhof, Tannenreuth, Unterhaid und Waldhütte
  - Die Einöde Waldstein

## Alphabetische Liste
In Fettschrift erscheinen die Orte, die namengebend für die Gemeinde sind.

### A
- Abendhut zu Stammbach
- Absang zu Helmbrechts
- Adlanz zu Schauenstein
- Ahornberg zu Konradsreuth
- Ahornis zu Münchberg
- Ahornismühle zu Münchberg
- Albertsberg zu Schwarzenbach a.d.Saale
- Albertsreuth zu Weißdorf
- Almbranz zu Helmbrechts
- Altpoppenreuth zu Stammbach
- Altstammbach zu Stammbach
- Altsuttenbach zu Helmbrechts
- Äußera zu Schwarzenbach a.Wald
- Autengrün zu Oberkotzau

↑ Zurück zum Inhaltsverzeichnis

### B
- Bad Steben
- Baiergrün zu Helmbrechts
- Bärenbrunn zu Helmbrechts
- Bärenhaus zu Naila
- Bärenhäuser zu Naila
- Bärlas zu Weißdorf
- Bartelsmühle zu Berg
- Baumersreuth zu Schwarzenbach a.d.Saale
- Baumgärtelmühle zu Rehau
- Benk zu Weißdorf
- Berg
- Berg zu Konradsreuth
- Bernstein am Wald zu Schwarzenbach a.Wald
- Biengarten zu Münchberg
- Birken zu Schwarzenbach a.d.Saale
- Birkenbühl zu Schwarzenbach a.d.Saale
- Birkenhof zu Konradsreuth
- Bischofsmühle zu Helmbrechts
- Blechschmidtenhammer zu Lichtenberg
- Blumenaumühle zu Berg
- Bobengrün zu Bad Steben
- Brand zu Konradsreuth
- Brand zu Naila
- Brandenstumpf zu Sparneck
- Brandstein zu Berg
- Breitengrund zu Schwarzenbach a.Wald
- Bruck zu Berg
- Bruckmühle zu Berg
- Brunn zu Köditz
- Brunnenthal zu Köditz
- Bucheckeinzel zu Stammbach
- Bucheckmühle zu Stammbach
- Buckenreuth zu Helmbrechts
- Bug zu Berg
- Bug zu Münchberg
- Bug zu Weißdorf
- Bugeinzel bei Tennersreuth zu Stammbach
- Bühl zu Helmbrechts
- Burkersreuth zu Helmbrechts

↑ Zurück zum Inhaltsverzeichnis

### C
- Carlsgrün zu Bad Steben
- Christusgrün zu Bad Steben
- Culmitz zu Naila
- Culmitzhammer zu Naila

↑ Zurück zum Inhaltsverzeichnis

### D
- Degenreuth zu Rehau
- Dietelmühle zu Münchberg
- Dobeneck zu Rehau
- Döberlitz zu Gattendorf
- Döbra zu Schwarzenbach a.Wald
- Döbrastöcken zu Naila
- Döhlau
- Dörflas zu Lichtenberg
- Dörnthal zu Selbitz
- Dorschenhammer zu Schauenstein
- Dorschenmühle zu Lichtenberg
- Dorschenmühle zu Schwarzenbach a.Wald
- Draisendorf zu Regnitzlosau
- Dreigrün zu Naila
- Dreschersreuth zu Helmbrechts
- Dürrenlohe zu Rehau
- Dürrenwaid zu Geroldsgrün
- Dürrenwaiderhammer zu Geroldsgrün
- Dürrnberg zu Bad Steben

↑ Zurück zum Inhaltsverzeichnis

### E
- Eckardsreuth zu Konradsreuth
- Edlasmühle zu Selbitz
- Edlendorf zu Helmbrechts
- Eiben (obere) zu Münchberg
- Eiben (untere) zu Münchberg
- Eiben bei Münchberg zu Münchberg
- Eiben bei Weißdorf zu Weißdorf
- Eichenstein zu Issigau
- Einöden zu Sparneck
- Einsiedel zu Naila
- Einzel (untere) zu Münchberg
- Einzel an der Kirchenlamitzerstraße zu Weißdorf
- Einzel am Wald zu Münchberg
- Einzel bei Wulmersreuth zu Weißdorf
- Einzeln bei Ahornis zu Münchberg
- Einzigenhöfen zu Helmbrechts
- Eisenbühl zu Berg
- Enchenreuth zu Helmbrechts
- Engel zu Konradsreuth
- Erbsbühl zu Naila
- Erbsbühl (hintere) zu Naila
- Erbsbühl zu Zell i.Fichtelgebirge
- Erlaburg zu Bad Steben
- Erzengel zu Berg
- Eulenhammer zu Rehau

↑ Zurück zum Inhaltsverzeichnis

### F
- Faßmannsreuth zu Rehau
- Fattigau zu Oberkotzau
- Fattigsmühle zu Töpen
- Feilitzsch
- Feldmühle zu Berg
- Fichten zu Bad Steben
- Finkenflug zu Naila
- Finkenflug zu Schauenstein
- Fleisnitz zu Stammbach
- Fleisnitzmühle zu Stammbach
- Fletschenreuth zu Schwarzenbach a.d.Saale
- Fohrenreuth zu Rehau
- Föhrenreuth zu Konradsreuth
- Föhrig zu Trogen
- Föhrighaus zu Selbitz
- Förbau zu Schwarzenbach a.d.Saale
- Förmitz zu Schwarzenbach a.d.Saale
- Forst zu Feilitzsch
- Förstenreuth zu Stammbach
- Förtschenbach zu Regnitzlosau
- Frauenhof zu Konradsreuth
- Friedensgrube zu Lichtenberg
- Friedmannsdorf zu Zell i.Fichtelgebirge
- Friedrich-Wilhelm-Stollen zu Lichtenberg
- Froschbach zu Naila

↑ Zurück zum Inhaltsverzeichnis

### G
- Garles zu Naila
- Geiersberg zu Berg
- Geigersmühle zu Helmbrechts
- Gemeinreuth zu Schwarzenbach a.Wald
- Gerlas zu Bad Steben
- Germersreuth zu Sparneck
- Geroldsgrün
- Geroldsreuth zu Geroldsgrün
- Glänzlamühle zu Konradsreuth
- Gläsel zu Konradsreuth
- Göhren zu Schwarzenbach a.Wald
- Gösmes zu Helmbrechts
- Gössen zu Trogen
- Gottersdorf zu Münchberg
- Gottfriedsreuth zu Schwarzenbach a.d.Saale
- Gottschalk zu Konradsreuth
- Gottsmannsgrün zu Berg
- Gottsmannsgrün zu Schwarzenbach a.Wald
- Götzmannsgrün zu Schwarzenbach a.d.Saale
- Griesbach zu Issigau
- Grohenbühl zu Sparneck
- Grossenau zu Zell i.Fichtelgebirge
- Großenreuth zu Geroldsgrün
- Großlosnitz zu Zell i.Fichtelgebirge
- Grubenberg zu Schwarzenbach a.Wald
- Grund zu Münchberg
- Gumpertsreuth zu Gattendorf
- Gundlitz zu Stammbach
- Günthersdorf zu Helmbrechts
- Gupfen zu Berg

↑ Zurück zum Inhaltsverzeichnis

### H
- Haag zu Regnitzlosau
- Hadermannsgrün zu Berg
- Hagenmühle zu Schauenstein
- Haideck zu Oberkotzau
- Haidengrün zu Schauenstein
- Hallerstein zu Schwarzenbach a.d.Saale
- Hammermühle zu Münchberg
- Hampelhof zu Helmbrechts
- Hampelshof zu Stammbach
- Hartmannseinzel zu Stammbach
- Hartungs zu Leupoldsgrün
- Haueisen zu Schauenstein
- Heideckerziegelhütte zu Rehau
- Heinersberg zu Rehau
- Heinrichsdorf zu Issigau
- Helmbrechts
- Henriettenlust zu Regnitzlosau
- Hermesgrün zu Geroldsgrün
- Heroldsgrün zu Köditz
- Herrenlohe zu Oberkotzau
- Herrnschrot zu Stammbach
- Hertwegsgrün zu Geroldsgrün
- Hildbrandsgrün zu Münchberg
- Hintereggeten zu Gattendorf
- Hinterprex zu Regnitzlosau
- Hirschberg zu Rehau
- Hirschberglein zu Geroldsgrün
- Höferberg zu Schwarzenbach a.d.Saale
- Höflein zu Stammbach
- Hohberg zu Helmbrechts
- Hohbühl zu Köditz
- Hohehäuser zu Rehau
- Hohenberg zu Regnitzlosau
- Hohenbuch zu Leupoldsgrün
- Hohenbuchen zu Stammbach
- Hohendorf zu Töpen
- Hohenschwesendorf zu Regnitzlosau
- Hohenvierschau zu Regnitzlosau
- Hohenzorn zu Schwarzenbach a.Wald
- Höhlmühle zu Stammbach
- Hollareuth zu Konradsreuth
- Hölle zu Naila
- Höllenthal zu Lichtenberg
- Holler zu Berg
- Holzfeld zu Schwarzenbach a.d.Saale
- Hopfenmühle zu Helmbrechts
- Horlachen zu Stammbach
- Horlachen (hintere) zu Münchberg
- Horlachen (vordere) zu Münchberg
- Horwagen zu Bad Steben
- Hügel zu Naila
- Hühnergrund zu Schwarzenbach a.Wald
- Huschermühle zu Regnitzlosau
- Hüttung zu Selbitz
- Hüttungshaus zu Selbitz

↑ Zurück zum Inhaltsverzeichnis

### I
- Immerseiben zu Sparneck
- Immershof zu Sparneck
- Isaar zu Töpen
- Issigau

↑ Zurück zum Inhaltsverzeichnis

### J
- Jägerhaus zu Konradsreuth
- Jehsen zu Münchberg
- Joditz zu Köditz

↑ Zurück zum Inhaltsverzeichnis

### K
- Kalkofen zu Naila
- Kautendorf zu Döhlau
- Kemlas zu Issigau
- Kienberg zu Trogen
- Kirchbrünnlein zu Regnitzlosau
- Kirchgattendorf zu Gattendorf
- Kirschbaum zu Stammbach
- Klausenhof zu Konradsreuth
- Kleindöbra zu Schwarzenbach a.Wald
- Kleinlosnitz zu Zell i.Fichtelgebirge
- Kleinschmieden zu Naila
- Kleinschmiedenhammer zu Schauenstein
- Kleinschwarzenbach zu Helmbrechts
- Klötzlamühle zu Regnitzlosau
- Köditz
- Kohlbühl zu Selbitz
- Kollerhammer zu Helmbrechts
- Königshof zu Töpen
- Konradsreuth
- Kreuzbühl zu Selbitz
- Kriegsreuth zu Helmbrechts
- Kropfeinzel zu Stammbach
- Kropfmühle zu Stammbach
- Krötenmühle zu Bad Steben
- Kühschwitz zu Rehau
- Kupferbühl zu Issigau
- Kuppel zu Münchberg

↑ Zurück zum Inhaltsverzeichnis

### L
- Lahmreuth zu Döhlau
- Lamitz zu Köditz
- Lamitzgrund zu Schwarzenbach a.d.Saale
- Lamitzmühle zu Köditz
- Lamitzmühle zu Schwarzenbach a.d.Saale
- Langenau zu Geroldsgrün
- Langenbach zu Geroldsgrün
- Langenbach zu Schwarzenbach a.d.Saale
- Laubersreuth zu Münchberg
- Lehsten zu Helmbrechts
- Lehstenmühle zu Schauenstein
- Lerchenberg zu Konradsreuth
- Lerchenberg zu Oberkotzau
- Lerchenhügel zu Schwarzenbach a.Wald
- Leupoldsgrün
- Lichtenberg
- Linden zu Naila
- Lindenhof zu Stammbach
- Lipperts zu Leupoldsgrün
- Lippertsgrün zu Naila
- Lochau zu Bad Steben
- Loh zu Schauenstein
- Loh zu Stammbach
- Löhlein zu Münchberg
- Löhmar zu Schwarzenbach a.Wald
- Löhmarmühle zu Schwarzenbach a.Wald
- Lohmühle zu Weißdorf
- Lohwiese zu Berg
- Lohziegelhütte zu Münchberg
- Lösten zu Zell i.Fichtelgebirge
- Lotharheil zu Geroldsgrün
- Löwitz zu Rehau
- Ludwigsbrunn zu Rehau

↑ Zurück zum Inhaltsverzeichnis

### M
- Maihof zu Berg
- Markersreuth zu Münchberg
- Marlesreuth zu Naila
- Marmormühle zu Naila
- Martinlamitz zu Schwarzenbach a.d.Saale
- Martinsberg zu Naila
- Martinsreuth zu Konradsreuth
- Marxgrün zu Naila
- Maschinenhaus zu Konradsreuth
- Maulschelle zu Münchberg
- Maxreuth zu Münchberg
- Mechlenreuth zu Münchberg
- Meierhof zu Münchberg
- Meierhof zu Schwarzenbach a.Wald
- Metzlesdorf zu Stammbach
- Mittelhammer zu Regnitzlosau
- Mittelklingensporn zu Naila
- Mittelsauerhof zu Münchberg
- Mittlereinzel zu Stammbach
- Mödlareuth zu Töpen
- Mödlenreuth zu Zell i.Fichtelgebirge
- Modlitz zu Konradsreuth
- Molkenbrunn zu Naila
- Moos zu Berg
- Moosanger zu Töpen
- Mordlau zu Bad Steben
- Mühlberg zu Regnitzlosau
- Mühldorf zu Schauenstein
- Mühlleithen zu Geroldsgrün
- Münchberg
- Münchenreuth zu Feilitzsch
- Mussen zu Münchberg

↑ Zurück zum Inhaltsverzeichnis

### N
- Naila
- Naila-Froschgrün zu Naila
- Nebers zu Münchberg
- Nentschau zu Regnitzlosau
- Nestelreuth zu Naila
- Neudöhlau zu Döhlau
- Neudorf zu Schauenstein
- Neudörflein zu Konradsreuth
- Neuenhammer zu Geroldsgrün
- Neuenmühle zu Issigau
- Neuenreuth zu Gattendorf
- Neugattendorf zu Gattendorf
- Neuhaus zu Münchberg
- Neuhaus zu Selbitz
- Neuhausen zu Rehau
- Neumühl zu Leupoldsgrün
- Neumühle zu Geroldsgrün
- Neumühle zu Regnitzlosau
- Neutauperlitz zu Döhlau
- Neutheilung zu Münchberg
- Nonnenwald zu Schwarzenbach a.d.Saale

↑ Zurück zum Inhaltsverzeichnis

### O
- Oberbrumberg zu Helmbrechts
- Oberbuch zu Stammbach
- Obereinzel zu Stammbach
- Oberhaid zu Zell i.Fichtelgebirge
- Oberhammer zu Geroldsgrün
- Oberhartmannsreuth zu Gattendorf
- Oberhöll zu Gattendorf
- Oberklingensporn zu Naila
- Oberkotzau
- Oberleupoldsberg zu Schwarzenbach a.Wald
- Oberpferdt zu Konradsreuth
- Oberprex zu Regnitzlosau
- Obersauerhof zu Münchberg
- Obersteben zu Bad Steben
- Obertennersreuth zu Stammbach
- Obertiefendorf zu Töpen
- Oberweißenbach zu Helmbrechts
- Oberzech zu Regnitzlosau
- Oberzeitelwaidt zu Bad Steben
- Ochsenbrunn zu Helmbrechts
- Oelschnitz zu Stammbach
- Oppenroth zu Weißdorf
- Ort zu Helmbrechts
- Osseck am Wald zu Regnitzlosau
- Ottengrün zu Helmbrechts
- Ottengrünereinzel zu Helmbrechts

↑ Zurück zum Inhaltsverzeichnis

### P
- Papiermühle zu Köditz
- Papiermühle zu Schauenstein
- Pechreuth zu Naila
- Pfaffengrün zu Oberkotzau
- Pfarrschneidmühle zu Geroldsgrün
- Pilgramsreuth zu Rehau
- Pillmersreuth zu Schwarzenbach a.Wald
- Pinzig zu Schauenstein
- Plösen zu Münchberg
- Plösenmühle zu Münchberg
- Poppengrün zu Schwarzenbach a.Wald
- Poppengrund zu Schwarzenbach a.Wald
- Poppenreuth zu Münchberg
- Posterlitz zu Schwarzenbach a.d.Saale
- Pretschenreuth zu Konradsreuth
- Preußenbühl zu Issigau
- Prex zu Regnitzlosau
- Pulschnitz zu Münchberg
- Pulschnitzberg zu Münchberg
- Pumphaus am Wildenhof zu Stammbach

↑ Zurück zum Inhaltsverzeichnis

### Q
- Quellenreuth zu Schwarzenbach a.d.Saale
- Quellitzhof zu Gattendorf
- Quellitzmühle zu Gattendorf
- Querenbach zu Stammbach

↑ Zurück zum Inhaltsverzeichnis

### R
- Rabenreuth zu Münchberg
- Raitschin zu Regnitzlosau
- Rankshaus zu Feilitzsch
- Rappetenreuth zu Helmbrechts
- Rauhenberg zu Helmbrechts
- Räumlas zu Schwarzenbach a.Wald
- Rauschengrund zu Schwarzenbach a.Wald
- Rauschenhammermühle zu Schwarzenbach a.Wald
- Reba zu Stammbach
- Regnitzlosau
- Rehau
- Reinersreuth zu Sparneck
- Reitzenstein zu Issigau
- Reutberg zu Naila
- Reuthlas zu Konradsreuth
- Rieglersreuth zu Zell i.Fichtelgebirge
- Rindlas zu Stammbach
- Ringlasmühle zu Konradsreuth
- Rodeck zu Schwarzenbach a.Wald
- Rodesgrün zu Selbitz
- Röhrigeinzel zu Stammbach
- Rohrmühle zu Sparneck
- Röhrsteig zu Leupoldsgrün
- Röllmühle zu Rehau
- Rosenbühl zu Rehau
- Rothenbürg zu Selbitz
- Rothenmühle zu Münchberg
- Rothleiten zu Berg
- Rudolphstein zu Berg
- Ruppes zu Münchberg
- Rußhütte zu Münchberg

↑ Zurück zum Inhaltsverzeichnis

### S
- Saalenstein zu Köditz
- Saalmühle zu Sparneck
- Saarhaus zu Issigau
- Sachsenvorwerk zu Berg
- Sängerwald zu Schwarzenbach a.Wald
- Schäferei zu Weißdorf
- Schafhof zu Bad Steben
- Schafhof zu Schauenstein
- Schafhübel zu Feilitzsch
- Schallersgrün zu Weißdorf
- Schallershof zu Konradsreuth
- Schallersreuth zu Konradsreuth
- Schanz zu Regnitzlosau
- Scharten zu Köditz
- Schauenstein
- Scheibengrün zu Köditz
- Schertlas zu Selbitz
- Schieda zu Schwarzenbach a.d.Saale
- Schleeknock zu Bad Steben
- Schlegel zu Köditz
- Schlegel zu Münchberg
- Schlegelmühle zu Helmbrechts
- Schleifmühle zu Naila
- Schloßgattendorf zu Gattendorf
- Schmölz zu Schwarzenbach a.Wald
- Schnackenhof zu Zell i.Fichtelgebirge
- Schnarchenreuth zu Berg
- Schneckengrün zu Naila
- Schneidersgrün zu Münchberg
- Schödelshöhe zu Konradsreuth
- Schödlas zu Münchberg
- Schollenreuth zu Feilitzsch
- Schönbrunn zu Schwarzenbach a.Wald
- Schöne Aussicht zu Bad Steben
- Schönlind zu Rehau
- Schönwald zu Schwarzenbach a.Wald
- Schottenhammer zu Naila
- Schübelhammer zu Schwarzenbach a.Wald
- Schützenhaus zu Stammbach
- Schwarzenbach a.d.Saale
- Schwarzenbach am Wald
- Schwarzenfurth zu Konradsreuth
- Schwarzenstein zu Schwarzenbach a.Wald
- Schwarzenstein zu Trogen
- Schwarzholzwinkel zu Münchberg
- Schwarzwinkel zu Rehau
- Schweinsbach zu Münchberg
- Schwesendorf zu Regnitzlosau
- Schwingen zu Schwarzenbach a.d.Saale
- Seebühl zu Köditz
- Seelohe zu Rehau
- Selbitz
- Selbitzmühle zu Lichtenberg
- Sellanger zu Selbitz
- Senftenhof zu Stammbach
- Seulbitz zu Schwarzenbach a.d.Saale
- Sickenreuth zu Stammbach
- Siebenhitz zu Köditz
- Siedlung an der Gundlitzer Straße zu Stammbach
- Sigmundsgrün zu Rehau
- Silberbach zu Konradsreuth
- Silberstein zu Geroldsgrün
- Sinterrasen zu Issigau
- Solg zu Münchberg
- Sorg zu Schwarzenbach a.Wald
- Sparneck
- Stammbach
- Staudenhäuser zu Selbitz
- Stechera zu Helmbrechts
- Stegenwaldhaus zu Selbitz
- Steinbach bei Geroldsgrün zu Geroldsgrün
- Steinbühl zu Berg
- Steinbühl zu Zell i.Fichtelgebirge
- Steinfurth zu Stammbach
- Steingrün zu Berg
- Steinmühle zu Konradsreuth
- Stiftsgrün zu Konradsreuth
- Stobersreuth zu Schwarzenbach a.d.Saale
- Stöckaten zu Köditz
- Stockenroth zu Sparneck
- Stollen zu Schwarzenbach a.d.Saale
- Straas zu Münchberg
- Straßdorf zu Schwarzenbach a.Wald
- Straßhaus zu Schwarzenbach a.Wald
- Stumpfhof zu Döhlau
- Süßengut zu Schwarzenbach a.Wald
- Suttenbach zu Helmbrechts

↑ Zurück zum Inhaltsverzeichnis

### T
- Tannenlohe zu Schwarzenbach a.d.Saale
- Tannenreuth zu Zell i.Fichtelgebirge
- Taubaldsmühle zu Helmbrechts
- Tauperlitz zu Döhlau
- Tennersreuth zu Stammbach
- Thiemitz zu Schwarzenbach a.Wald
- Thierbach zu Bad Steben
- Thierbacherhammer zu Bad Steben
- Thierbachermühle zu Bad Steben
- Thron zu Schwarzenbach a.Wald
- Tiefengrün zu Berg
- Timpermühle zu Rehau
- Töpen
- Trogen
- Trogenau zu Regnitzlosau
- Trögershäuser zu Geroldsgrün

↑ Zurück zum Inhaltsverzeichnis

### U
- Überkehr zu Schwarzenbach a.Wald
- Ullitz zu Trogen
- Unfriedsdorf zu Münchberg
- Unterbrumberg zu Helmbrechts
- Untereichenstein zu Issigau
- Untereinzel zu Stammbach
- Unterer Birnstengel zu Münchberg
- Unterhaid zu Zell i.Fichtelgebirge
- Unterhammer zu Geroldsgrün
- Unterhammer zu Regnitzlosau
- Unterhartmannsreuth zu Feilitzsch
- Unterhöll zu Gattendorf
- Unterklingensporn zu Naila
- Unterleupoldsberg zu Schwarzenbach a.Wald
- Unterpferdt zu Konradsreuth
- Untersauerhof zu Münchberg
- Untersteinbach zu Geroldsgrün
- Untertiefendorf zu Töpen
- Untertiefengrün zu Berg
- Unterweißenbach zu Helmbrechts
- Unterwolfstein zu Issigau
- Uschertsgrün zu Schauenstein

↑ Zurück zum Inhaltsverzeichnis

### V
- Viceburg zu Schwarzenbach a.Wald
- Vierschau zu Regnitzlosau
- Voitmühle zu Rehau
- Völkenreuth zu Schwarzenbach a.d.Saale
- Volkmannsgrün zu Schauenstein
- Vordereggeten zu Gattendorf

↑ Zurück zum Inhaltsverzeichnis

### W
- Wachholderbusch zu Selbitz
- Wachholderreuth zu Berg
- Walburgisreuth zu Konradsreuth
- Waldhaus zu Rehau
- Waldhütte zu Zell i.Fichtelgebirge
- Wäldlein zu Münchberg
- Waldlust zu Berg
- Waldstein zu Zell i.Fichtelgebirge
- Walpenreuth zu Zell i.Fichtelgebirge
- Walzbach zu Münchberg
- Weickenreuth zu Stammbach
- Weidesgrün zu Selbitz
- Weidstaudenmühle zu Naila
- Weinzlitz zu Regnitzlosau
- Weißdorf
- Weißenbachmühle zu Berg
- Weißenstein zu Stammbach
- Weißlenreuth zu Konradsreuth
- Wendlershof zu Konradsreuth
- Wieden zu Regnitzlosau
- Wiesenhaus zu Berg
- Wiesenthal zu Münchberg
- Wildenhof zu Stammbach
- Windischengrün zu Schauenstein
- Winklas zu Stammbach
- Woja zu Rehau
- Wölbersbach zu Konradsreuth
- Wolfstein zu Issigau
- Wulmersreuth zu Weißdorf
- Wurlitz zu Rehau
- Wüstenbrunn zu Rehau
- Wüstensaal zu Münchberg
- Wüstenselbitz zu Helmbrechts
- Wustuben zu Oberkotzau

↑ Zurück zum Inhaltsverzeichnis

### Z
- Zech zu Regnitzlosau
- Zedtwitz zu Feilitzsch
- Zeitelwaidt (untere) zu Bad Steben
- Zell im Fichtelgebirge
- Ziegelhaus zu Regnitzlosau
- Ziegelhütte zu Feilitzsch
- Ziegelhütte zu Münchberg
- Ziegelhütte zu Regnitzlosau
- Ziegelhütte zu Sparneck
- Ziegelhütten zu Trogen
- Ziegenrück zu Münchberg
- Zimmermühle zu Helmbrechts
- Zuckmantel zu Schwarzenbach a.Wald

↑ Zurück zum Inhaltsverzeichnis